# Horváth András (labdarúgó, 1987)
Horváth András (Zalaegerszeg, 1987. augusztus 1.) magyar labdarúgó, jelenleg klub nélkül.Legutóbb a BKV Előre játékosa volt.

## Pályafutása
Tanulmányait a zalaegerszegi Petőfi Általános- és a Ganz Ábrahám Középiskolában végezte. Mindkét helyen sporttagozatra járt.
Így egyenes út vezetett a ZTE gárdájához.
2006-ban az U19-es korosztályban a kiemelt ifjúsági bajnokságban a bronzérmet szerezte meg ZTE-vel
Első felnőtt mérkőzésén csereként állt be a félidőben, 2006. április 8-án Zalaegerszegen, egy FC Fehérvár elleni 1-1-es döntetlen alkalmával.
Háromszor adták kölcsön, először a ZTE fiókcsapatához az Andráshida SC-hez, majd a másodosztályú Mosonmagyaróvári TE csapatához, később egy kis otthon eltöltött idő után újra egy másodosztályú csapathoz igazolt, immár végleg, a Pécsi MFC együtteséhez.